# Bam (provincie)
Bam is een van de 45 provincies van Burkina Faso. De hoofdstad is Kongoussi.

## Geografie
Bam heeft een oppervlakte van 4.084 km² en ligt in de regio Centre-Nord.
De provincie is onderverdeeld in negen departementen: Bourzanga, Guibare, Kongoussi, Nassere, Rollo, Rouko, Sabce, Tikare en Zimtenga.

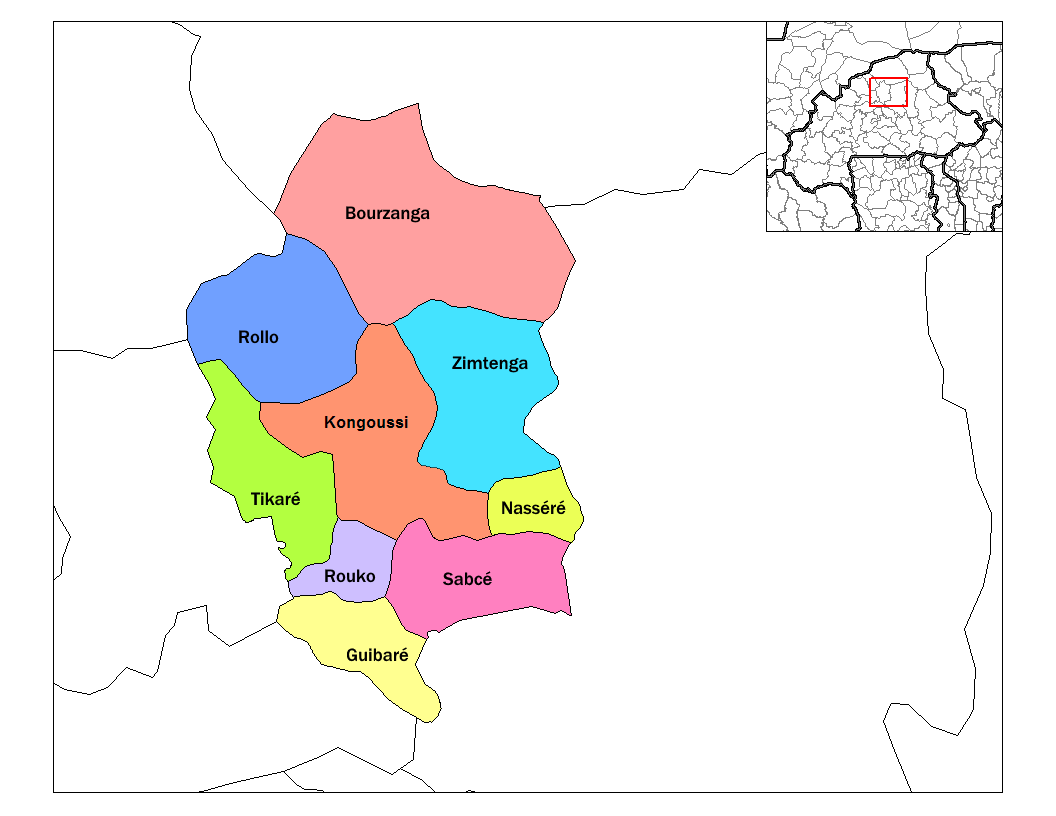
Departementen van Bam

## Bevolking
In 2001 leefden er 212.295 mensen in de provincie. In 2019 waren dat naar schatting 476.000 mensen.
Balé · Bam · Banwa · Bazéga · Bougouriba · Boulgou · Boulkiemdé · Comoé · Ganzourgou · Gnagna · Gourma · Houet · Ioba · Kadiogo · Kénédougou · Komondjari · Kompienga · Kossi · Koulpélogo · Kouritenga · Kourwéogo · Léraba · Loroum · Mouhoun · Nahouri · Namentenga · Nayala · Noumbiel · Oubritenga · Oudalan · Passoré · Poni · Sanguié · Sanmatenga · Séno · Sissili · Soum · Sourou · Tapoa · Tuy · Yagha · Yatenga · Ziro · Zondoma · Zoundwéogo